# Лирдисен
Лирдисен (њем. Lüerdissen) општина је у њемачкој савезној држави Доња Саксонија. Једно је од 32 општинска средишта округа Холцминден. Према процјени из 2010. у општини је живјело 465 становника. Посједује регионалну шифру (AGS) 3255028.

## Географски и демографски подаци
Лирдисен се налази у савезној држави Доња Саксонија у округу Холцминден. Општина се налази на надморској висини од 143 метра. Површина општине износи 6,9 km². У самом мјесту је, према процјени из 2010. године, живјело 465 становника. Просјечна густина становништва износи 67 становника/km².